# كايا جونز
كايا جونز (بالإنجليزية: Kaya Jones)‏ هي راقصة ومغنية وعارضة كندية وأمريكية، ولدت في 28 أغسطس 1984 في تورونتو في كندا.

## وصلات خارجية
- الموقع الرسمي
- كايا جونز على موقع IMDb (الإنجليزية)
- كايا جونز على موقع ميوزك برينز (الإنجليزية)
- كايا جونز على موقع أول ميوزيك (الإنجليزية)
- كايا جونز على موقع ديسكوغز (الإنجليزية)